# شلايشر إيه إس كيه 21
شلايشر إيه إس كيه 21 (بالإنجليزية: Schleicher ASK 21)‏ هي طائرة تدريب شراعية، بمقعدين. أنتجت في ألمانيا. من صناعة شلايشر. كان أول طيران لها في 1979. دخلت الخدمة في 1979، صنع منها 900 طائرة.